# Тинайре, Даниэль
Даниэ́ль Тина́йре (исп. Daniel Tinayre; 1910—1994) — аргентинский кинорежиссёр и сценарист французского происхождения.

## Биография
Даниэль Тинайре в молодом возрасте переехал с семьёй в Аргентину. Свой первый фильм снял в 1934 году. Наиболее известны его картины «Танец огня» (исп. La Danza del fuego, 1949 год), претендовавший на главный приз кинофестиваля в Каннах; «Нападение» (исп. La patota, 1960 год), получивший приз Международной ассоциации артхаус-кинематографа (C.I.D.A.L.C. Award) на Берлинале-61; «Под одной кожей» (исп.  Bajo un mismo rostro, 1962 год), который был номинирован на премию «Золотой медведь».
Был женат на популярной аргентинской актрисе и телеведущей Мирте Легран (род. 1927 год).